# Fundația Verde Europeană

Logo-ul fundației

Fundația Verde Europeană (engleză Green European Foundation) este o fundație politică de nivel European, fondată în 2008 și finanțată de către Parlamentul European. Deși este independentă, fundația este în strânsă colaborare cu Partidul Verde European și Grupul Verzilor din cadrul Parlamentului. Fundația Verde Europeană încurajează cetățenii Europeni să participe în cadrul dezbaterilor politice cu scopul de a solidifica o democrație Europeană participativă.

## Misiune
Fundația Verde Europeană  a fost înființată în 2008. Misiunea Fundației ține de încurajarea cetățenilor europeni să participe la discuțiile politice europene, să creeze o democrație europeană mai puternică și mai participativă. Fundația Verde Europeană organizează dezbateri, desfășoară activități de cercetare și publică diverse documente privind politicile organizației. Fundația este cu sediul la Bruxelles. Are ca scop să facă cunoscută activitatea în înteaga Europă. În 2018 a organizat 69 de evenimente în 17 țări europene. Aceste evenimente au inclus conferințe, seminare de instruire, ateliere de lucru și școli de vară, care au vizat promovarea și consolidarea capacităților  de creare și dezvoltare a rețelelor.

## Directori
Directorii actuali ai GEF (din ianuarie 2019) sunt:
- Natalie Bennett
- Michal Berg
- Joachim Denkinger
- Dirk Holemans
- Olga Kikou
- Susanne Rieger
- Ewa Sufin-Jacquemart
- Ville Ylikahri

## Structură
La baza Fundației Verzi Europene sunt trei structuri interesate:
- fundații politice naționale verzi din Europa;
- Partidul Verde European;
- Grupul Verzilor/Alianța Liberă Europeană.

Aceste părți interesate sunt reprezentate în Adunarea Generală a Fundației, care se întrunește de două ori pe an și care are responsabilitatea de a alege consiliul fundației. Din ianuarie 2019, următoarele fundații naționale sunt reprezentate în Adunarea Generală ca membri cu drepturi depline:
- Fundația Alexander Langer (Italia)[4]
- Bureau de Helling (Olanda)[5]
- Cogito (Suedia)
- EcoPolis (Ökopolisz) (Ungaria) [6]
- Etopia (Valonia, Belgia)[7]
- Fundația pentru Ecologie Politică (Fondation de l'Ecologie Politique) (Franța)[8]
- Fundația EQUO  (Spania)[9]
- Institutul Economic Verde (Green Economics Institute) (Regatul Unit)[10]
- Green Foundation Irlanda (Irlanda)[11]
- Gréng Steftung (Luxemburg)[12]
- Atelier de educație Verde (Grüne Bildungswerkstatt) (Austria)[13]
- Fundația Heinrich Böll  (Germania)[14]
- Noi Orizonturi (Nous Horitzons) (Catalonia, Spania)[15]
- Oikos  (Belgia)[16]
- ViSiLi (Finlanda) [17]

Membri asociați:
- Federația Tinerilor Verzi Europeni[18]
- Institutul Verde din Grecia[19]
- Asociația Gândirii Verzi (Turcia)[20]
- Fundația Green Forum pentru colectare de fonduri (Suedia) [21]
- Institutul de Ecologie Politică (Croația)[22]
- Fundația Strefa Zieleni (Polonia)[23]

## Legături Externe
- Pagina Green European Foundation
- Pagina Green European Journal
- Pagina Partidului Verde European
- Pagina Grupului Verzilor/Alianța Liberă Europeană